# Andrzej Malicki
Andrzej Malicki (ur. 19 stycznia 1963) – polski duchowny metodystyczny, od 2013 superintendent (zwierzchnik) Kościoła Ewangelicko-Metodystycznego w RP, od 2021 prezes Polskiej Rady Ekumenicznej. 

## Życiorys
Jest absolwentem Chrześcijańskiej Akademii Teologicznej w Warszawie (gdzie obronił pracę magisterską: „Jan Wesley jako ewangelista”) oraz Wyższego Seminarium Teologicznego im. Jana Łaskiego w Warszawie. W latach 1985–1997 był pastorem parafii ewangelicko-metodystycznej w Kielcach, a od 1997 pastor parafii ewangelicko-metodystycznej Nowego Przymierza w Katowicach, 14 czerwca 2013 został wybrany na zwierzchnika Kościoła Ewangelicko-Metodystycznego w RP.
W związku wcześniejszymi negatywnymi opiniami Zjednoczonego Kościoła Metodystycznego Europy Środkowej i Południowej z siedzibą w Szwajcarii, odnośnie do tytułowania się biskupem przez zwierzchnika Kościoła Ewangelicko-Metodystycznego w RP, nowe władze Kościoła wybrane podczas 91. Konferencji Dorocznej Kościoła zrezygnowały z tytułu biskupa dla zwierzchnika Kościoła, a sam ks. Malicki przyjął tytuł księdza superintendenta naczelnego. Jednocześnie objął funkcję superintendenta okręgu centralnego.
Od 2017 roku jest prezesem Komitetu Krajowego Towarzystwa Biblijnego w Polsce.
We wrześniu 2021 roku został wybrany na prezesa Polskiej Rady Ekumenicznej. Zastąpił na tym stanowisku bpa Jerzego Samca z Kościoła Ewangelicko-Augsburskiego.

## Życie prywatne
W roku 1988 poślubił Małgorzatę. Mają dwóch synów: Daniela i Kamila.